# Viktor Kauder
 Viktor Kauder (* 25. Dezember 1899 in Lodz, Russisches Kaiserreich; † 2. Juli 1985 in Zirl, Tirol) war ein deutscher Bibliothekar, Volkstums- und Deutschtumsforscher, der zu den Akteuren der völkischen Wissenschaften zählt.

## Leben
Viktor Kauder war der Herausgeber von Ostdeutsche Forschungen, Deutsche Gaue im Osten, Ostdeutsche Heimatbücher, Ostdeutsche Heimathefte, zusammen dem Historiker (Ostforscher) Alfred Lattermann (1894–1945): Deutsche Monatshefte in Polen: Zeitschrift für Geschichte und Gegenwart des Deutschtums in Polen.
Er war Leiter der Bücherei des Deutschen Ostens in Herne.
Kauder wurde vielfach geehrt und ausgezeichnet.

## Schriften (Auswahl)
- Vom Stande (= Der Aufbau, Beiträge zum Neubau der kulturellen Formen des Ostdeutschtums). Der Weiße Ritter Verlag, Berlin 1923.
- Das Deutschtum in Polnisch-Schlesien. Günther Wolff, 1932.
- Das Deutschtum in Polen. Ein Bildband. Wolff zu Plauen, 1937. Neuauflage S. Hirzel, 1942. 545 Seiten.
- Das Deutschtum in der Wojewodschaft Schlesien. Hirzel, Leipzig 1937.
- mit Kurt Lück: Deutsch-Polnische Nachbarschaft. Lebensbilder deutscher Helfer in Polen. Veröffentlichungen des Göttinger Arbeitskreises, 178. Holzner Verlag, Würzburg 1957. (Inhaltsübersicht)